# Stéphane Abaul
Stéphane Abaul est un footballeur français international martiniquais né le 23 novembre 1991 au Lamentin en Martinique. Il évolue au poste de milieu de terrain avec le Club franciscain en R1 Martinique et avec la sélection de la Martinique.

## Biographie

### Carrière internationale
Il participe à la Gold Cup 2013 avec l' Équipe de Martinique de football.
Il est capitaine de la Sélection Martiniquaise à la Gold Cup 2019 en l'absence de Sébastien Crétinoir. Il marque un but contre Cuba.
En 2021, il participe à sa quatrième Gold Cup avec l'Équipe de Martinique de football.

## Palmarès

### Buts internationaux
| # | Date              | Lieu                                       | Adversaire                      | Score | Résultat | Compétition                                                        |
| - | ----------------- | ------------------------------------------ | ------------------------------- | ----- | -------- | ------------------------------------------------------------------ |
| 1 | 5 septembre 2012  | Le Lamentin, Martinique                    | Îles Vierges britanniques       | 6-0   | 16-0     | 1er tour de qualification de la Coupe caribéenne des nations 2012  |
| 2 | 5 septembre 2012  | Le Lamentin, Martinique                    | Îles Vierges britanniques       | 7-0   | 16-0     | 1er tour de qualification de la Coupe caribéenne des nations 2012  |
| 3 | 26 septembre 2012 | Saint-Ouen-l'Aumône, France                | Mayotte                         | 3-0   | 3-0      | Coupe de l'Outre-Mer 2012                                          |
| 4 | 26 décembre 2015  | Le Lamentin, Martinique                    | Guadeloupe                      | 2-0   | 2-0      | Amical                                                             |
| 5 | 13 mars 2016      | Kingstown, Saint-Vincent-et-les-Grenadines | Saint-Vincent-et-les-Grenadines | 0-1   | 0-4      | Amical                                                             |
| 6 | 29 mars 2016      | Roseau, Dominique                          | Dominique                       | 1-4   | 1-4      | 1er tour des éliminatoires de la Coupe caribéenne des nations 2017 |
| 7 | 27 mars 2017      | Bridgetown, Barbade                        | Barbade                         | 2-1   | 2-1      | Amical                                                             |